# Agrypon halpee
Agrypon halpee là một loài tò vò trong họ Ichneumonidae.